# Láadan
Láadan ist eine konstruierte Sprache, die 1982 von der Science-Fiction-Schriftstellerin Suzette Haden Elgin entwickelt wurde. 

## Geschichte
Elgin schuf die Sprache, um sich mit der Frage auseinanderzusetzen, ob bzw. inwiefern die Sapir-Whorf-Hypothese gültig ist. Elgin glaubte, viele Sprachen der Welt (darunter die indogermanischen Sprachen) seien dafür bestimmt, die Ideen von Männern möglichst genau auszudrücken. Infolgedessen könnten Frauen ihre Ideen nicht richtig äußern. Láadan war ein Versuch, eine für Frauen geeignete Sprache zu konstruieren. In ihrer Romantrilogie Native Tongue behandelt Elgin vor dem Hintergrund einer Dystopie, in der Frauen keine Bürgerrechte mehr haben, die Entstehung, Theorie und Verbreitung der Sprache.

## Tonsprache
Unter den konstruierten Sprachen nimmt Láadan eine Sonderstellung ein, da sie eine Tonsprache ist. Die Sprache hat zwei (bzw. vier, je nach Interpretation) Töne, und zwar einen hohen Ton (z. B. „ó“) und einen unmarkierten tiefen Ton (z. B. „o“). Wenn man doppelte Vokale in Betracht zieht, gibt es  auch einen steigenden Ton („oó“) und einen fallenden Ton („óo“).